# Sucre (Santander)
Sucre ist eine Gemeinde (municipio) im Departamento Santander in Kolumbien.

## Geographie
Die Gemeinde Sucre liegt in der Provinz Vélez im südlichen Santander in den kolumbianischen Anden. Die Gemeinde liegt auf einer Höhe zwischen 150 und 3000 Metern und hat dementsprechend unterschiedliche Vegetationszonen und stark variierende Jahresdurchschnittstemperaturen zwischen 6 und 28 °C. An die Gemeinde grenzen im Norden El Peñón und Bolívar, im Osten Guavatá, im Süden La Belleza und Jesús María und im Westen Bolívar.

## Bevölkerung
Die Gemeinde Sucre hat 8098 Einwohner, von denen 396 im städtischen Teil (cabecera municipal) der Gemeinde leben (Stand: 2019).

## Geschichte
Vor der Ankunft der Spanier lebten auf dem Gebiet des heutigen Sucre die indigenen Völker der Agataes und der Cocomees. Seit 1882 existiert die Gemeinde Sucre, die allerdings zunächst ihren Sitz im Dorf La Granja hatte. Seit 1892 ist der Ort Sucre, vormals Cúchina genannt, Sitz der Gemeinderegierung. Die Gemeinde litt stark unter dem bewaffneten Konflikt und ist erst seit wenigen Jahren wieder unter der Kontrolle der kolumbianischen Polizei.

## Wirtschaft
Der wichtigste Wirtschaftszweig in Sucre ist die Landwirtschaft. Neben der Rinder- und Geflügelproduktion werden vor allem Kartoffeln, Mais, Arakacha, Zwiebeln, Tomaten, Weißkohl, Karotten, Kaffee, Kakao, Maniok und Bananen angebaut.